# Kirkintilloch
Kirkintilloch (Cathair Ceann Tulaich em gaélica ) é uma cidade e antigo Burgh da Escócia, localizado no council area do East Dunbartonshire cuja é a capital administrativa, após ter sido aquele do antigo distrito de Strathkelvin (originalmente chamado Bishopbriggs and Kirkintilloch), nas fileiras da região da Escócia|Região do Strathclyde. Está localizada a uma dúzia de quilómetros ao nordeste de Glasgow, na Área municipal e antigo Condado de Dunbartonshire.
Encontra-se nas bordas do canal de Forth e Clyde.

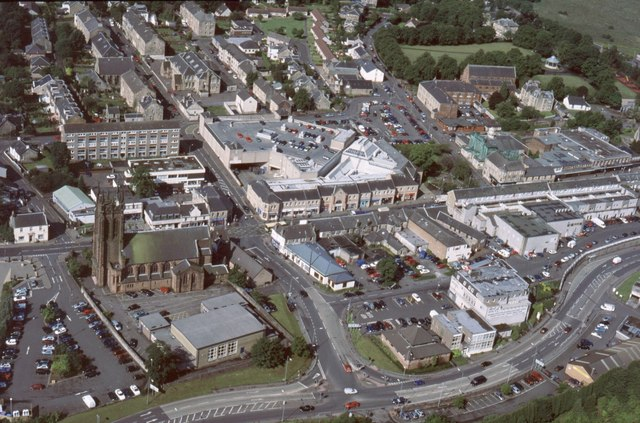
Vista aérea de Kirkintilloch

## Personalidades
- Alexander Bain, inventor, falecido
- Archibald Scott Couper, químico, nascido
- Walter Dick, futebolista internacional estadounidense, nascido
- Jimmy Gallagher, futebolista internacional estadounidense, nascido
- David Lapsley [en], futebolista, nascido